# Oka, Québec
Oka är en kommun och tätort (centre de population) i provinsen Québec i Kanada. Den ligger i regionen Laurentides, i den sydöstra delen av landet, 130 km öster om huvudstaden Ottawa.